# Relatos originales de la vida real
Relatos originales de la vida real (en inglés: Original Stories from Real Life with Conversations calculated to Regulate the Affections, and Form the Mind to Truth and Goodness) es la única obra de literatura infantil de Mary Wollstonecraft (1759-1797). El editor Joseph Johnson la publicó por primera vez en 1788 y la obra se reeditó en 1791 con ilustraciones realizadas por William Blake. Se reimprimió varias veces hasta 1820.
Relatos originales narra la educación de dos chicas, Mary y Caroline (cuyo nombre correspondía al de dos alumnas de Mary Wollstonecraft), llevada a cabo por una figura benevolente y maternal, Mrs. Mason. Según afirma Wollstonecraft en el prólogo «estas conversaciones y relatos reflejan la situación actual de la sociedad; ello obliga a la autora a tratar de remediar esos defectos por medio de la razón, pues nunca deberían haberse establecido en la mente de las niñas». Mrs Mason, mediante su propio ejemplo, historias y experiencias, remedia muchos de los errores que cometían esas niñas e induce en ellas el deseo de ser virtuosas.
En Relatos originales Wollstonecraft usa el género floreciente de literatura infantil para promover la educación de las mujeres y la ideología emergente de la clase media. Sostiene que las mujeres pueden ser adultos racionales si son educadas de manera apropiadas de niñas (una creencia no muy común en el siglo XVIII) y contiende que el carácter distintivo naciente de la clase media es superior a la cultura de los cortesanos, representada por los cuentos de hadas y por el valor que se le da al azar y a la suerte según las historias escritas en los chapbooks para los niños humildes. Wollstonecraft, al desarrollar su propia pedagogía, responde también a las obras de dos pedagogos del siglo XVIII: John Locke y Jean-Jacques Rousseau.

## Contexto biográfico e histórico

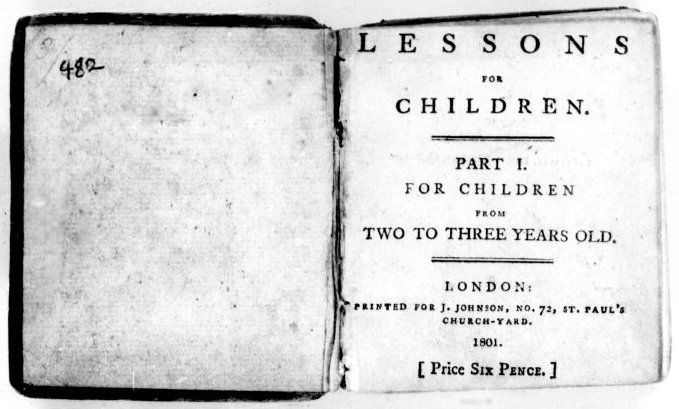
Primera página de Lessons for Children (1778-79) de Anna Laetitia Barbauld, una de las influencias para la obra Lessons de Wollstonecraft.

Las obras de Wollstonecraft muestran «una preocupación entusiasta y vital con la educación, especialmente la de las niñas y las mujeres». Un año antes de publicar Historias originales, había escrito un libro de conducta (un género popular durante el siglo XVIII, similar al libro de autoayuda moderno) titulado Reflexiones sobre la educación de las hijas (1787) en el cual describe cómo levantar el ideal de la mujer de clase media. En 1789, escribió The Female Speaker, un texto con el objetivo de edificar las mentes de las jóvenes exponiéndolas a la literatura; lo planeó basándose en la antología The Speaker de William Enfield, diseñada específicamente para los hombres. Exactamente uno año después, tradujo Elementos de la moralidad de Christian Gotthilf Salzman, un popular texto pedagógico alemán. Wollstonecraft continuó escribiendo sobre causas educativas en su obra más famosa, Vindicación de los derechos de la mujer (1792), la cual es en gran parte una defensa a la educación de las mujeres. Dedica un capítulo completo a desarrollar un plan de educación nacional, el cual debía ser semi-público, semi-privado y coeducacional. También desafió directamente la obra Emilio (1762) de Jean Jacques Rousseau, ya que el autor francés pensaba que las mujeres no debían educarse para que razonen porque su función era la de proporcionarle placer al hombre y que sus habilidades se basan más en la observación que en el razonamiento. Al momento de su muerte, en 1797, Wollstonecraft estaba trabajando en dos obras educativas más: Management of Infants, un manual para los padres, y Lessons, un libro para niños pequeños inspirado en Lessons for Children (1778–79) de Anna Laetitia Barbauld.
Wollstonecraft no fue la única que centró sus escritos revolucionarios en la educación; como señala Alan Richardson, un erudito del período, «la mayor parte de los intelectuales liberales y radicales de la época veían a la educación como la piedra angular de cualquier movimiento para la reforma social». Una razón por la que estos pensadores enfatizaron el entrenamiento de las mentes jóvenes fue la extendida aceptación durante el siglo XVIII de la filosofía de la mente de John Locke. Locke pensaba que la mente es una «pizarra en blanco» o tabula rasa, sin ideas innatas, porque los niños llegan al mundo sin nociones preconcebidad; de todas formas, las ideas que absorben en los primeros años de su vida afectarían profundamente su evolución posterior. Locke explica este proceso mediante una teoría que llamó la asociación de las ideas; las ideas que los niños conectan entre sí, como el miedo y la oscuridad, son más fuertes que las ideas que asocian los adultos, por lo que los instructores, según Locke, debían considerar cuidadosamente a qué exponen a los niños muy pequeños.

## Sinopsis

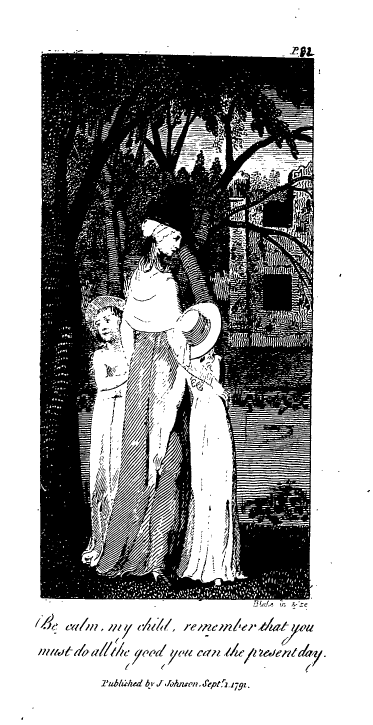
Mrs. Mason, Mary, y Caroline miran la mansión arruinada de Charles Townley, por William Blake; el epígrafe dice: «Estén calmadas, mis niñas; recuerden que deben hacer todas las buenas acciones que puedan en el día de hoy».

Basada en Adèle et Théodore (1782) y en Tales of the Castle (1785) de Madame de Genlis, las cuales también tienen relatos enmarcados (un relato central en el que se unen historias secundarias) y una serie de cuentos con moralejas, Relatos originales cuenta la historia de la educación de dos niñas, Mary, de catorce años de edad y Caroline, de doce años, bajo la conducción de una sabia y benevolente figura maternal, Mrs. Mason (Wollstonecraft probablemente nombró a los personajes de la obra por personas de su vida real; había conocido y respetado mucho a una mujer apellidada Mason cuando se desempeñaba como profesora en Newington Green, y les había dado clases a dos niñas llamadas Mary y Caroline cuando trabajaba como institutriz para la familia Kingsborough en Irlanda.) Después de la muerte de su madre, las niñas deben irse a vivir con Mrs. Mason al campo. Ambas tienen muchos defectos, tales como la glotonería y la vanidad, y Mrs. Mason, mediante historias, demostraciones reales y su propio ejemplo, cura a las niñas de la mayor parte de sus fallos morales y les inculca el deseo de ser virtuosas.
La amalgama de historias y de excursiones didácticas de Mrs. Mason domina el texto; aunque se enfatiza el progreso moral de las niñas, el lector descubre muy poco acerca de sus verdaderas personalidades. La obra consiste en gran parte de historias personales que cuenta Mrs. Mason y de relatos con moralejas para la edificación de Mary, Caroline y del lector. Por ejemplo, en «La historia de Charles Townley» se demuestran las consecuencias fatales de un retraso o demora. Mrs. Mason lleva a las niñas a la mansión en ruinas de Charles Townley para contarles una historia con el objetivo de advertirles sobre un peligro, sobre «un joven con habilidades poco comunes y sentimientos fuertes»; desafortunadamente, «siempre permitía que sus sentimientos dirigiesen su conducta, sin hacerle caso a su razón; eso significa que la emoción presente lo gobernaba... También trataba siempre de actuar de manera correcta 'mañana', pero 'hoy' seguía sus caprichos». Charles quería ayudar a los necesitados, pero se distraía fácilmente con novelas y obras de teatro. Finalmente pierde todo su dinero pero el único amigo que le quedaba lo ayuda a recuperar su fortuna en la India. Sin embargo, cuando su amigo necesita ayuda, Charles no puede actuar lo suficientemente rápido y, trágicamente, su amigo es encarcelado y muere y su hija se ve obligada a casarse con un libertino. Cuando Charles regresa a Inglaterra, lo carcome la culpa. Rescata a la hija de su matrimonio infeliz, pero ambos se habían vuelto un poco dementes al final de la historia, ella por su matrimonio y él por la culpa.
Relatos originales trata principalmente sobre el hecho de dejar atrás las imperfecciones de la infancia para convertirse en un adulto racional y benévolo; no idealiza a la infancia como un estado inocente e ideal. Las historias que aparecen dentro del texto enfatizan el balance de la razón y la emoción que se requiere para que las niñas sean maduras, una temática muy frecuente en las obras de Wollstonecraft, particularmente Vindicación de los derechos de la mujer.

## Análisis literario
En el siglo XX, Relatos originales fue catalogado como un libro opresivamente didáctico y fue ridiculizado por algunos de los primeros historiadores especializados en literatura infantil, como Geoffrey Summerfield. Los historiadores modernos, particularmente Mitzi Myers, han revaluado el libro de Wollstonecraft y a la literatura infantil del siglo XVIII en general: la han colocado dentro de su contexto histórico para no juzgarla tomando como base el gusto moderno. Myers sugiere, en su serie de artículos académicos, que las escritoras Mary Wollstonecraft y Maria Edgeworth no sólo utilizaban el género de literatura infantil para enseñar, sino también para promover visiones distintas de la sociedad que las típicas del Romanticismo. Estas autoras creían que podrían realizar un gran cambio al exponer a los niños a sus ideas de una sociedad mejor, aunque «solamente» escribiesen historias sobre temáticas aparentemente insignificantes como animales pequeños o niñas. Myers señala que debido al hecho de que los historiadores le han prestado más atención a las obras poéticas y en prosa del Romanticismo (como por ejemplo, las obras de William Wordsworth y de Percy Bysshe Shelley) que a la literatura para niños, no detectaron la crítica social que ofrecían las escritoras de literatura infantil.

### Teoría pedagógica

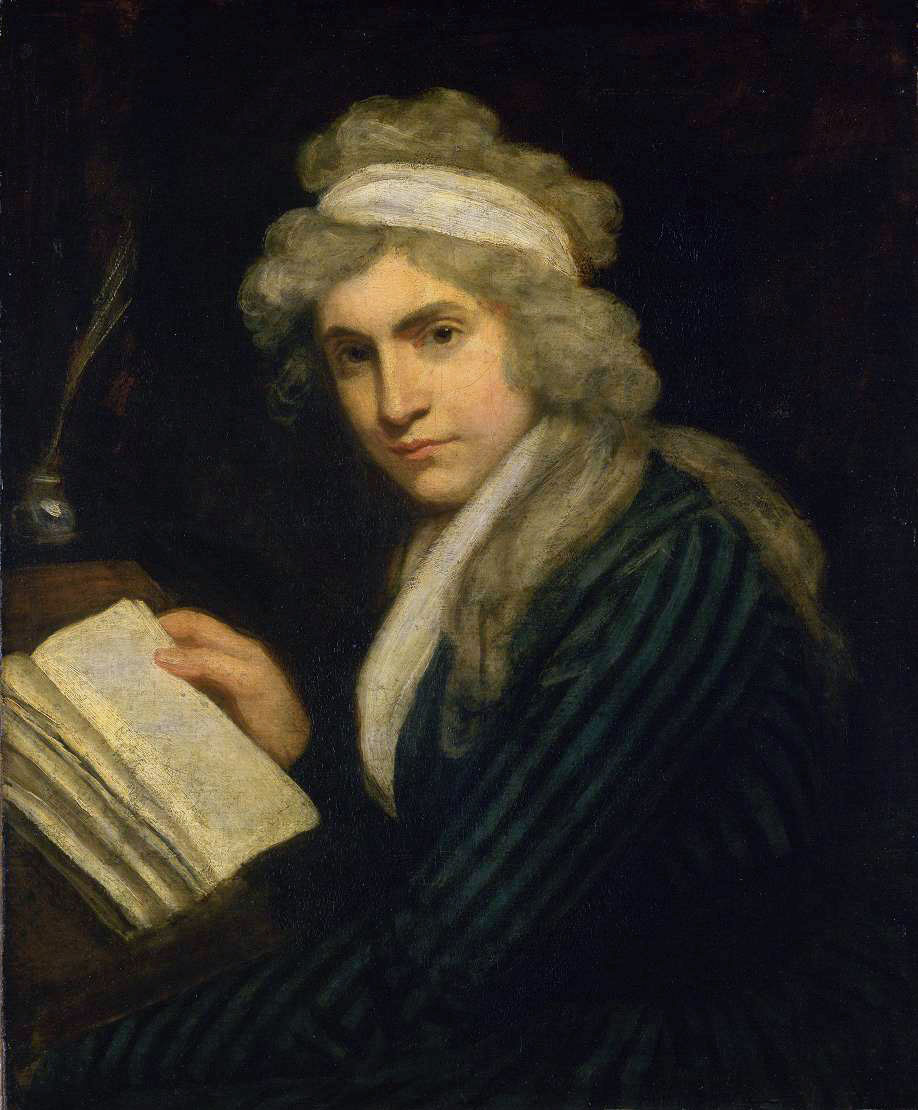
Mary Wollstonecraft por John Opie (c. 1791).

Las dos obras pedagógicas más influyentes en la Europa del siglo XVIII fueron Some Thoughts Concerning Education (1693) de John Locke y Emilio de Jean-Jacques Rousseau. En Relatos originales y en otras obras sobre la educación, Wollstonecraft les respondió a las dos obras y expresó su propia teoría pedagógica.
Wollstonecraft coincidía con Locke con que era necesario enfatizar el papel de los sentidos en el aprendizaje; para ella, como lo expresa Myers, «lo ideal sería que los niños no aprendieran bajo enseñanza directa sino con ejemplos vivientes adquiridos mediante los sentidos». El personaje de Mrs. Mason lleva a Mary y a Caroline al mundo exterior para instruirlas; su primera lección consiste en una caminata por la naturaleza que les enseña a no torturar a los animales, sinoi a respetarlos por ser criaturas de Dios. Mrs. Mason usa las experiencias de la vida cotidiana como una herramienta de ensseñanza porque se basan en realidades concretas y pueden absorberse fácilmente por los sentidos; aprovecha «un mal hábito, un transeúnte, una visita, una escena natural o a una festividad especial» para aplicarle una lección moral que quiere inculcarles a sus alumnas. Además, Mrs. Mason les narra a Mary y a Caroline las historias trágicas de personas que había conocido, como la de Jane Fretful, quien había muerto a causa de su mal comportamiento; Jane era una niña malhumorada y egoísta, por lo que finalmente su resentimiento afectó su salud y la mató. Su mal comportamiento «rompió el corazón de su madre» y «aceleró su propia muerte». Jane siente culpa, como se expresa en el texto, por lo sucedido:

... su temperamento malhumorado, atrapado en su débil físico. No había preparado su alma para otro estado, ni tenía esperanzas de que pudiera despojar a la muerte de sus horrores ni de darle ese último y dulce sueño—¡su cercanía era horrible!—por lo que aceleró su final, evitando que su organismo se curase a sí mismo. Su semblante sin vida mostró las marcas de su convulsiva furia; y dejó una gran fortuna con ella para aquellos que no lamentaron su pérdida. La colocaron en una tumba sobre la cual nadie derramó una lágrima. Pronto fue olvidada; y yo [dice Mrs. Mason] sólo la recuerdo, para advertirles acerca de sus faltas.

Mrs. Mason también lleva a las niñas a visitas a modelos de virtud, como Mrs. Trueman quien, aunque pobre, es una mujer solidaria y amada por su familia. Al final de una visita, Mrs. Mason les recuerda a las niñas que Mrs. Trueman «ama la verdad, y siempre está practicando la benevolencia y el amor—desde el insecto, al cual no pisa, su cariño debe trazarse hasta ese Ser que vive por siempre.—Es de su bondad de donde resaltan sus buenas cualidades». Wollstonecraft también se adhiere a la concepción de Locke de que la mente es una «pizarra en blanco»: en Relatos originales, Mrs. Mason describe a su propia mente usando los mismos términos.
Wollstonecraft no recibió de tan buena manera las ideas de Rousseau como había recibido las de Locke; tomó el concepto de lo sublime para desafiar las ideas de Rousseau relacionadas con la educación de las mujeres. Durante el siglo XVIII, «lo sublime» se asociaba con la maravilla, el miedo, la fuerza y la masculinidad. Como escribe Myers, «para transmitir el mensaje a las lectoras de que los logros están a su alcance, Wollstonecraft sustituye la resistencia, la fuerza y la expansión mental asociada con la sublimidad heroica por la pequeñez, la delicadeza y la belleza que Rousseau y los estéticos como Edmund Burke relacionaban con la condición de mujer». A diferencia de los escritores como Rousseau y Burke, quienes retrataban a las mujeres como seres débiles y de baja capacidad intelectual por naturaleza. Wollstonecraft defendió que las mujeres pueden llegar a las alturas intelectuales asociadas con lo sublime.
Aunque si bien Wollstonecraft no estaba de acuerdo con gran parte de la filosofía fundamental de Rousseau, sí aceptaba varios de sus métodos educativos, como por ejemplo el énfasis en la enseñanza mediante el ejemplo y la experiencia en lugar de los preceptos. En este sentido, seguía la línea de los escritores de literatura infantil como Thomas Day, quien, en su popular obra The History of Sandford and Merton (1783–89), también expresó su preferencia por el aprendizaje derivado de la experiencia en lugar del «de memoria» y por reglas. Gary Kelly, en su libro dedicado al pensamiento de Wollstonecraft, explica como se refleja esta idea y otras importantes para la autora en el título de su obra: Historias originales de la vida real, con conversaciones dedicadas a regular los modales, y formar la mente hacia la verdad y la bondad:

La primera parte del título indica que las ‘historias’ no son puramente ficticias sino que tienen una base real en la vida doméstica y cotidiana, que los lectores pueden entender como parte ‘la vida real’, tanto ‘basada’ como ‘adaptada’, y no necesariamente una ‘representación exacta de eventos reales’. Las ‘historias’ son ‘originales’ porque las obras narrativas para niños deberían volver a empezar para evitar la contaminación ideológica continua de los vulgares chapbooks o de los cuentos de hadas. La frase ‘vida real’ se extrae de ‘original’, excluyendo tanto lo artificial como lo ficticio o imaginario. ‘Conversaciones’ sugiere el discurso familiar en vez del lenguaje formal. ‘Dedicadas’ sugiere un programa determinado racionalmente. Estas ‘conversaciones’ e ‘historias’ también sirven para construir a los jóvenes de una manera particular, regulando ‘los modales’ y su ser emocional y formando ‘la mente’ o sus personalidades racionales y morales ‘hacia la verdad y la bondad’, aplicado en términos de la cultura profesional de clase media.

Como explica Richardson, en Relatos originales se define a la adultez como la habilidad de disciplinarse a uno mismo «construyendo cuentos con moraleja» de la vida propia. El extensivo uso de Wollstonecraft de cuentos inserrtados en el texto alienta a sus lectores a construir una narrativa moral extrayéndola de sus propias vidas, con un final predeterminado. Al final del libro, Mary y Caroline ya no necesitan una maestra porque han internalizado las historias que les había enseñado Mrs. Mason; ya conocen las historias que deben promulgar.

### Género

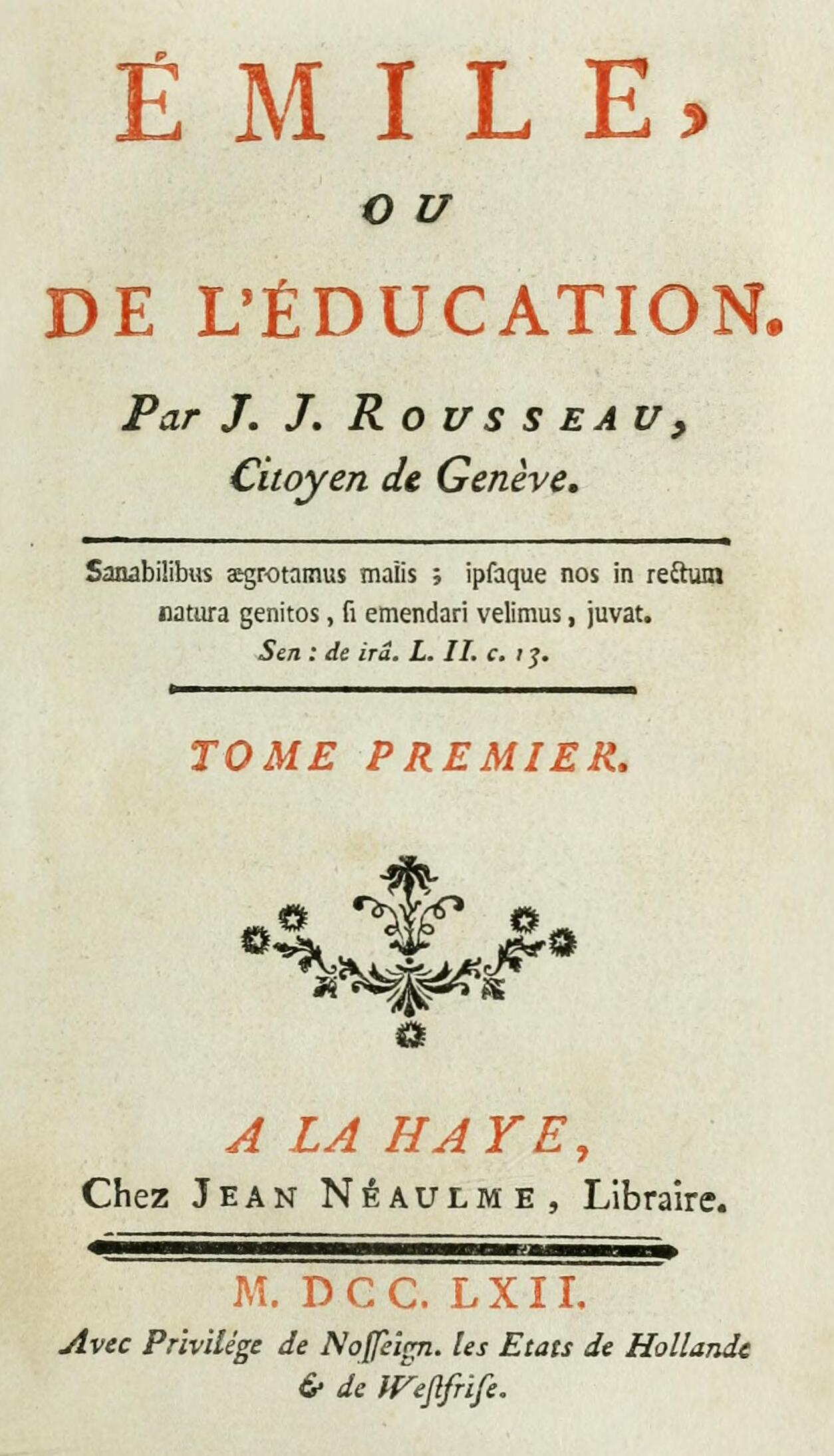
Primera página de Emilio (1762) de Jean Jacques Rousseau.

Al igual que en Vindicación de los derechos de la mujer, Wollstonecraft no resalta las diferencias entre los hombres y las mujeres tanto como enfatiza la importancia de la virtud en Relatos originales. Además, define a la virtud de forma tal que se aplica a ambos sexos. Tradicionalmente, como explica Kelly, la virtud estaba ligada con la femineidad y con la castidad, pero el texto de Wollstonecraft rechaza esta definición y expone que la virtud debería caracterizarse por la razón y por el autocontrol. Myers también ha señalado que el deseo de Mrs. Mason de inculcar racionalidad en sus alumnas es potencialmente liberador para las lectoras y sus hijas, debido a que su pedagogía era totalmente lo opuesto a lo que se escribía en la época en los libros de conducta por escritores tales como James Fordyce y John Gregory y por filósofos como Rousseau, quien creía que la mujer era débil intelectualmente y que su género las colocaba en un lugar secundario.
Sin embargo, fue contra la concepción de Rousseau de la femineidad y de la educación para las mujeres contra lo que reaccionó con más vigor Wollstonecraft en Relatos originales. Rousseau expresó en Emilio que las mujeres eran naturalmente astutas y manipuladoras, pero veía positivamente estos rasgos:

La astucia es un talento natural del sexo bello, y dado que estoy convencido de que todas las inclinaciones naturales son buenas y justas en sí mismas, tengo la opinión de que esta debe cultivarse igual que las otras... Esta peculiar habilidad que se le ha dado al sexo bello es una compensación muy equitativa por su fortaleza intelectual inferior, una compensación que, si no existiera, no convertiría a las mujeres en compañeras del hombre sino en sus esclavas. Es por esta superioridad de talento que se mantiene como su par y que lo gobierna mientras le obedece... Sólo tiene a su favor su arte y su belleza.

Para Rousseau, las mujeres tenían la «astucia» y la «belleza» que les permitía controlar a los hombres, mientras que ellos tenían la «fortaleza» y el «razonamiento» que les permitía controlar a las mujeres. En contraste a la representación por parte de Rousseau de Sophie, la figura ficticia que emplea en el quinto tomo de Emilio para representar a la mujer ideal, la cual está enamorada de su propia imagen en el espejo y que se enamora de un personaje de la novela, Wollstonecraft crea a Mrs. Mason como una maestra racional y sincera que trata de inculcar estas habilidades en Mary y Caroline.

### Clase
Relatos originales alienta a sus lectores a desarrollar lo que, en esa época, serían considerados como los valores propios de la clase media: la industria, la autodisciplina, la economía y la caridad. Como señala Andrew O’Malley en su análisis de los libros infantiles del siglo XVIII, «los escritores de clase media querían que los niños asociaran la felicidad con la moralidad y la utilidad en lugar de las trampas de la riqueza y el estatus». En el final del siglo XVIII se llevó a cabo un desarrollo que en la actualidad se lo conoce como «el rasgo distintivo de la clase media», y «la literatura infantil se convirtió en uno de los mecanismos cruciales para diseminar y consolidar la ideología de la clase» hacia la sociedad de Gran Bretaña y de los Estados Unidos. Las obras de las escritoras de libros para niños tales como Anna Laetitia Barbauld, Ellenor Fenn, Sarah Trimmer y Dorothy Kilner presentaron este rasgo distintivo, aunque las autoras diferían radicalmente en sus opiniones sobre otras causas políticas, como la Revolución francesa.
Una de las formas en que los escritores como Wollstonecraft ayudaron a moldear el nuevo género de literatura infantil a finales del siglo XVIII fue con su intento de remover sus asociaciones con los libros baratos y con los cuentos de hadas para reemplazarlos con textos ideológicos relacionados con su clase. Muchos de estos escritores consideraban que los chapbooks y los cuentos de hadas estaban relacionados con los pobres y los ricos, respectivamente. Como explica Kelly, «la literatura tradicional de los chapbooks se basan en mentalidades de carpe diem, creencia en el destino, deseos de recibir dones especiales (como una gran fortaleza, astucia o belleza), una visión del tiempo como algo cíclico y repetitivo y un interés ávido en la predicción del futuro». En contraste, la literatura para niños del siglo XVIII «se basa en una mentalidad inversionista. Esto se trasluce en los ahorros para el futuro, la distribución apropiada de los bienes personales, el hecho de evitar la extravagancia, la concepción del tiempo y de la vida propia como acumulativa y progresiva y la valoración de la autodisciplina y del desarrollo personal para un mejor futuro bajo el control de uno mismo». Sarah Trimmer, por ejemplo, creó con su Guardian of Education el primer periódico exitoso dedicado a la crítica de libros infantiles, y expresó en él su deseo de que los niños no leyesen cuentos de hadas precisamente porque los llevaría a ser perezosos y supersticiosos.

### Ilustraciones

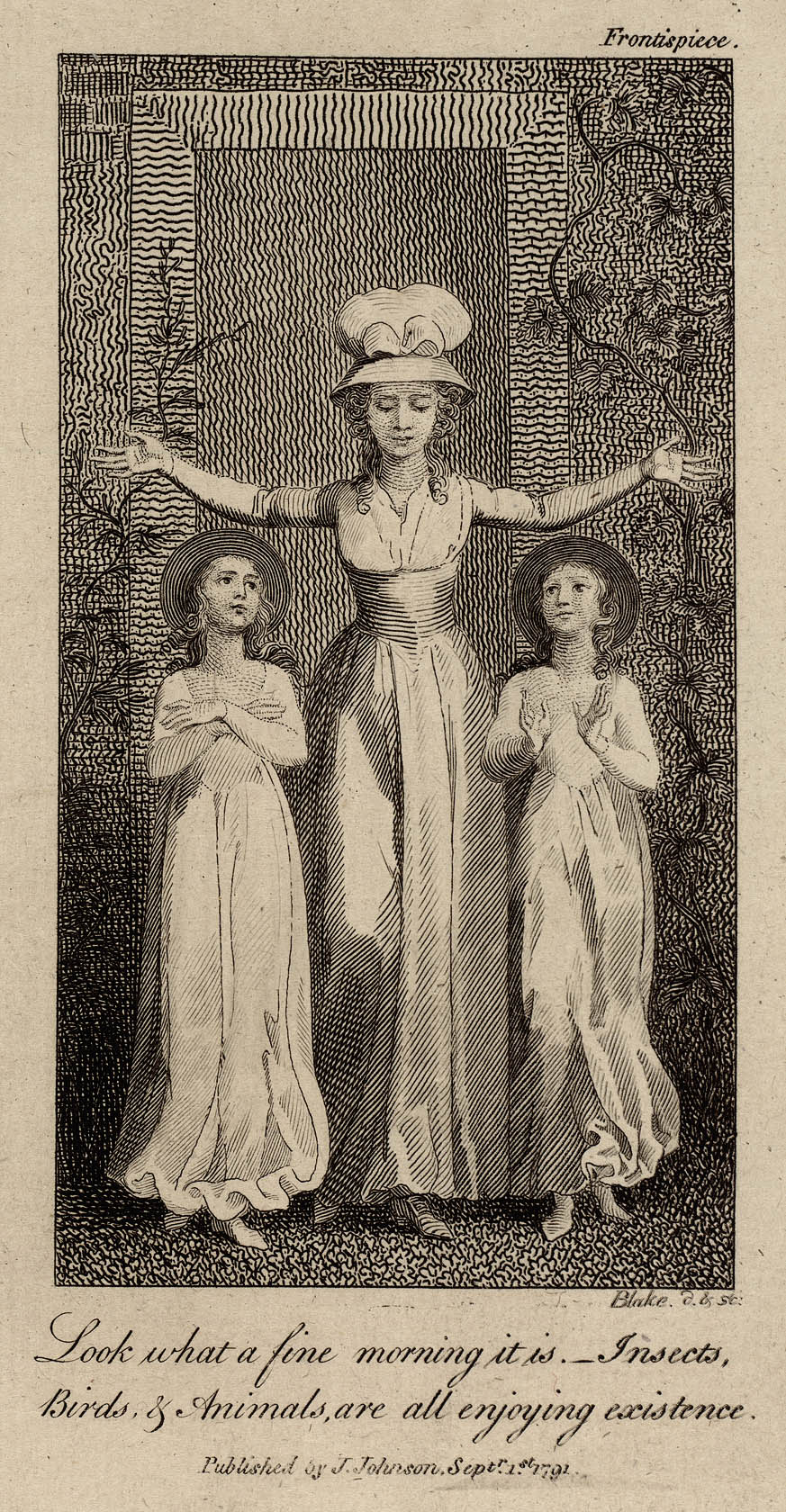
Ilustración para la edición de 1791 de Relatos originales, de William Blake.

William Blake, quien solía realizar ilustraciones para el editor de Mary Wollstonecraft, Joseph Johnson, fue seleccionado para diseñar seis dibujos para la segunda edición de Relatos originales. Los estudiosos de Blake tienden a interpretar esos dibujos como desafíos hacia el texto de la autora. Por ejemplo, Orm Mitchell, basando su interpretación en la mitología personal de Blake (elaborada en sus otras obras) ha dicho que en la portada de la obra:

Las dos niñas miran pensativamente desde abajo los brazos extendidos de Mrs. Mason. Los sombreros de las niñas están ilustrados de una manera que parecen aureolas alrededor de sus cabezas, una característica que Blake también utilizó en Songs of Innocence and of Experience para indicar la capacidad visionaria divina e innata del infante. Las niñas tienen los ojos abiertos – ven qué linda mañana que es y anhelan formar parte de ella. No pueden participar, sin embargo, porque se encuentran bajo la sofocante influencia de Mrs. Mason. En contraste con los sombreros-aureolas de las niñas, Mrs. Mason tiene una cofia que termina en dos puntas. Sus ojos tienen los párpados tan bajos que parecen estar cerrados. Blake suele dibujar los ojos de Urizen de esta manera para indicar la ceguera de su «visión individual» racional y materialista. Véanse, por ejemplo, las ilustraciones 1, 9 y 22 de El libro de Urizen y el dibujo número 11 de For Children: The Gates of Paradise en donde la vestimenta larga y opaca de Urizen evita que vuele su imaginación en la mañana soleada. Irónicamente, entonces. Mrs. Mason es el único individuo de la ilustración que no está viendo qué bella mañana es. Mira hacia abajo, al suelo, ignorando la vida infinita y sagrada que existe alrededor suyo. (cursivas de Mitchell)

Myers, por el contrario, basándose en una interpretación más tradicional e histórica de la imagen, la observó de forma más positiva. Está de acuerdo con que los sombreros de las niñas parecen aureolas, pero identifica la posición de Mrs. Mason como la de una «protectora», evocando una «tradición heroica de mentoras, casi similares a Cristo». Myers interpreta a Mrs. Mason como una heroína que se sacrifica más que como una adulta opresiva incapaz de ver las maravillas de la naturaleza.

## Historia de la publicación y la recepción
Relatos originales se publicó por primera vez de manera anónima en 1788, el mismo año que la primera novela de Wollstonecraft, Mary: A Fiction, con un precio de dos chelines. Cuando se publicó la segunda edición, en 1791, el nombre de Wollstonecraft apareció en la primera página; después de la publicación en 1790 de su obra Vindicación de los derechos de la mujer, se había convertido en una autora famosa y su nombre serviría para aumentar las ventas. Joseph Johnson, el editor de Relatos originales y de todas las otras obras de Wollstonecraft, comisionó a William Blake para que realizase seis ilustraciones para la segunda edición, por lo que el precio aumentó en dos chelines y seis peniques. No está del todo claro por cuánto tiempo se mantuvo el libro en la imprenta. Según Gary Kelly, un prominente historiador especializado en Wollstonecraft, la última edición de Relatos originales se publicó en 1820, pero sin el nombre de Wollstonecraft en la primera página (en esa época se había convertido en una figura controvertida porque su esposo, William Godwin, había revelado su estilo de vida poco ortodoxo en su obra Memoirs of the Author of A Vindication of the Rights of Woman de 1798). Según Alan Richardson y los editores de Masterworks of Children's Literature, Relatos originales se publicó hasta 1835. También se imprimió en Dublín en 1791 y 1799 y se lo tradujo al alemán en 1795.
Para la época en que C. M. Hewins, una bibliotecaria de la Hartford Library Association que también escribía libros para niños, escribió una "Historia de libros infantiles" en The Atlantic Monthly en 1888, Relatos originales era más famoso por las ilustraciones de Blake que por el texto Wollstonecraft. La mayor parte de la reseña sobre el libro está dedicada a Blake, aunque, peculiarmente, no a su trabajo en Relatos originales. Hewins menciona que el libro era "novedoso y en demanda en el otoño de ese año [1791], [pero] actualmente no figura en las librerías". Relatos originales en la actualidad se reimprime para historiadores, estudiantes e interesados en la literatura infantil en general.

## Reimpresiones modernas de la obra

### Completas
- Bator, Robert, ed. Masterworks of Children's Literature: The Middle Period, c.1740 - c.1836. Vol. 3. Nueva York: Stonehill Publishing Company, 1983. ISBN 0-87754-377-1.
- Todd, Janet y Marilyn Butler, eds. The Complete Works of Mary Wollstonecraft. 7 vols. Londres: William Pickering, 1989. ISBN 0-8147-9225-1. (en el volumen 4)
- Wollstonecraft, Mary. Original Stories from Real Life. Londres: Impreso para Joseph Johnson, 1788. Disponible en Eighteenth Century Collections Online (solo por suscripción).
- Wollstonecraft, Mary. Original Stories from Real Life. 2.ª ed. Londres: Impreso para Joseph Johnson, 1791. Disponible en Eighteenth Century Collections Online (solo por suscripción).

### Parciales
- Carpenter, Humphrey and Mari Prichard, eds. Oxford Companion to Children's Literature. Oxford: Oxford University Press, 1997. ISBN 0-19-860228-6.
- Demmers, Patricia, ed. From Instruction to Delight: An Anthology of Children's Literature to 1850. Oxford: Oxford University Press, 2003. ISBN 0-19-541889-1.
- Zipes, Jack, Lissa Paul, Lynne Vallone, Peter Hunt and Gillian Avery, eds. The Norton Anthology of Children's Literature. Nueva York: W.W. Norton & Co., 2005. ISBN 0-393-97538-X.